# Tarifa (servicio público)
La tarifa es el precio que pagan los usuarios o consumidores de un servicio público al Estado o al concesionario a cambio de la prestación del servicio. En principio, esta tarifa la fija el concesionario libremente. Sin embargo, en los casos en los que lo determina la ley, la Administración fija un precio máximo o tarifa legal, generalmente en colaboración con el concesionario.

## Régimen jurídico
Cuando es la Administración la que fija la tarifa, debe sujetarse a ciertos principios limitadores o configuradores.
En primer lugar, debe sujetarse a los principios comunes a toda clase de tasas.
- Legalidad. La regla general es que el precio se fija libremente, salvo que la ley disponga expresamente que un servicio está sujeto a la fijación de tarifas.
- Efectividad. La tarifa debe corresponder al servicio efectivamente prestado, de modo que sólo puede cobrarse por costos de instalación y suministro, se descuenta por servicio no prestado y nuevos servicios dan lugar a nuevas tarifas.
- Irretroactividad. Las tarifas sólo son aplicables a los servicios prestados con posterioridad a su oficialización. En el período que media entre el vencimiento de la tarifa anterior y esta oficialización pueden producirse diferencias, las que deben abonarse o cargarse a la cuenta y se reajustarán a la fecha de oficialización de la nueva tarifa.
- Proporcionalidad. Las tarifas se fijan sobre la base de los costos marginales o incrementales del servicio.

En segundo lugar, debe sujetarse a los principios propios de la fijación de tarifas.
- Excepcionalidad. La regla general es la libertad de precios, salvo que la ley disponga expresamente la fijación de tarifas.
- Temporalidad. Las tarifas tienen un período de vigencia limitado, de modo de permitir su adecuación a las variaciones de la economía.
- Formalidad. La ley regula en cada caso un procedimiento que culmina con la dictación de un acto administrativo, resolución o decreto, que se publica oficialmente.
- La empresa eficiente como modelo. Los costos marginales se calculan teniendo como modelo una empresa eficiente que sólo ofrece el servicio sujeto a tarifa.
- Las tarifas que se fijan son precios máximos. El concesionario puede cobrar un precio menor, pero sin discriminar entre usuarios.
- Participación. La ley regula oportunidades de participación para el concesionario a quien se le fija la tarifa. De este modo le corresponde elaborar estudios técnicos y económicos, puede impugnar la fijación tarifaria de la autoridad, entre otros.

## Tipos
Una tarifa plana es aquella en la que la compañía que ofrece el servicio cobra una cantidad fija, independientemente de la cantidad de tiempo de utilización. En telecomunicaciones, además es independiente de la cantidad de información recibida o emitida.